# Lord Alfred Douglas
Lord Alfred Bruce Douglas (22 tháng 10 năm 1870 – 20 tháng 3 năm 1945) là một nhà thơ và nhà báo người Anh được biết đến nhiều nhất với tư cách là người tình của Oscar Wilde.
Trong thời gian học tại Oxford, ông đã biên tập một tạp chí đại học, The Spirit Lamp, mang ẩn ý về người đồng tính, và gặp Wilde, người mà ông bắt đầu một mối quan hệ thân thiết nhưng đầy sóng gió. Cha của Douglas, Hầu tước xứ Queensberry, đã cực lực phản đối mối quan hệ tình cảm này, và ra tay để làm bẽ mặt Wilde, công khai cáo buộc anh ta đồng tính luyến ái. Wilde đã kiện ông ta vì tội phỉ báng hình sự, nhưng một số ghi chú thân mật của ông đã bị phát hiện, và ông đã bị bỏ tù một cách hợp pháp. Khi được trả tự do, Wilde sống một thời gian ngắn với Douglas ở Napoli, nhưng họ bị chia cắt vào thời điểm Wilde qua đời năm 1900.
Douglas kết hôn với Olive Custance vào năm 1902, và họ có một con trai, Raymond. Chuyển sang Công giáo La Mã vào năm 1911, ông công khai từ chối việc đồng tính luyến ái của Wilde và trên tạp chí High-Catholic, Plain English, ông bày tỏ quan điểm công khai bài Do Thái, mặc dù ông bác bỏ các chính sách của Đức Quốc xã. Ông cũng bị bỏ tù vì bôi nhọ Winston Churchill về những tuyên bố về hành vi sai trái trong thời chiến.
Douglas đã viết một số cuốn sách về câu thơ, một số được xếp vào thể loại thơ Uran đồng nhất. Cụm từ "Tình yêu không dám nói tên" xuất phát từ một trong những bài thơ của Douglas, mặc dù nó đã được ghi nhầm thành Wilde.

## Tiểu sử
Alfred Douglas sinh ở Ham Hill House, Worcestershire, học ở Winchester College (1884–88) và Magdalen College, Oxford (1889–93), từng làm biên tập viên của tạp chí The Spirit Lamp trong các năm 1892-1893.
Năm 1891 Douglas gặp gỡ với Oscar Wilde, khi đó đã là một nhà văn, nhà soạn kịch nổi tiếng và đã có gia đình với hai đứa con trai. Hai người yêu nhau và trở thành những người tình chung thủy. Năm 1894 nhà văn Robert Hichens trong tiểu thuyết The Green Carnation (Bông cẩm chướng màu xanh) viết về tình yêu của hai người, trở thành một tác phẩm nổi tiếng.
Tháng 1 năm 1893, trong một bức thư tình gửi cho Douglas, Oscar Wilde viết: "Bài sonnet của em thật là tuyệt vời. Đôi môi em như những cánh hoa hồng được trời sinh ra không chỉ dành cho những bản nhạc nồng nàn mà còn dành cho những nụ hôn say đắm. Tâm hồn thanh mảnh của em bay lượn giữa thơ ca và những đam mê. Ta hiểu ra rằng giá như thời của người Hy Lạp cổ thì em là Hyacinth đã làm cho Apollo yêu say đắm…
Mãi mãi yêu em! Oscar của em." 
Bố của Alfred Douglas nghi ngờ tình bạn của hai người có vẻ không bình thường đã yêu cầu Alfred bỏ học và dọa sẽ làm to chuyện nếu không chấm dứt quan hệ với Oscar Wilde. Khi anh trai của Alffred, Lord Drumlanrig bị chết trong một chuyến đi săn, thiên hạ đồn ầm lên rằng Drumlanrig có quan hệ đồng tính với thủ tướng Anh, Lord Rosebery. Bởi vậy, những người trong gia đình Drumlanrig quyết tâm cứu Alfred khỏi cuộc tình này bằng cách săn đuổi Oscar Wilde.
Về phía mình, Oscar Wilde kiện gia đình Drumlanrig ra tòa vì tội vu khống nhưng cuối cùng đành chịu thua. Bố của Alfred Douglas thuê thám tử tư theo dõi và ghi lại quan hệ luyến ái của hai người, kể cả bài thơ Two Loves (Hai tình yêu, 1892) của Alfred Douglas cũng được coi là bài thơ viết về mối tình trai này. Oscar Wilde bị tòa buộc tội quan hệ đồng tính với Alfred Douglas và phạt tù 2 năm. Trong tù, Oscar Wilde viết cho Alfred Douglas một bức thư dài có tên gọi "De Profundis"  nói về những suy nghĩ và tình cảm của mình dành cho Alfred Douglas. Sau khi ra tù năm 1897, hai người vẫn lén lút gặp gỡ nhưng do áp lực của gia đình họ đi sang Napoli, Ý. Một thời gian sau họ chia tay nhau. Wilde sống những ngày cuối đời trong cảnh nghèo túng ở Paris còn Douglas trở về Anh cuối năm 1898. Oscar Wilde mất ngày 30 tháng 11 năm 1900 ở Paris, Douglas làm chủ tang.
Sau ngày Oscar Wilde qua đời Alfred Douglas kết bạn với nữ nhà thơ Olive Eleanor Custance – là một người giàu có nhờ tài sản thừa kế. Ngày 4 tháng 3 năm 1902 họ làm đám cưới và có với nhau một con trai - Raymond Wilfred Sholto Douglas (1902 – 1964).
Hơn mười năm sau ngày mất của Oscar Wilde, năm 1912 – sau khi "De Profundis" được in đầy đủ, Alfred Douglas phát biểu phê phán người tình cũ, gọi Oscar Wilde là "nơi trú ẩn của cái ác đã ngự trị ở châu Âu suốt ba trăm năm mươi năm". Năm 1913, Douglas kiện nhà văn Arthur Mitchell Ransome về tội bôi nhọ danh dự người khác trong cuốn Oscar Wilde: A Critical Study nhưng tòa xử cho Ransome thắng kiện. Năm 1923, Douglas phải ngồi tù 6 tháng vì tội vu khống thủ tưởng Winston Churchill. Những năm cuối đời ông thường xuyên thư từ liên lạc với những người nổi tiếng như: Marie Stopes, George Bernard Shaw, Anthony Wynn..
Alfred Douglas mất vì bệnh tim ngày 20 tháng 3 năm 1945 ở Lancing, West Sussex, hưởng thọ 74 tuổi.

## Tác phẩm
Thơ:
- Poems (1896)
- Tails with a Twist 'by a Belgian Hare' (1898)
- The City of the Soul (1899)
- The Duke of Berwick (1899)
- The Placid Pug (1906)

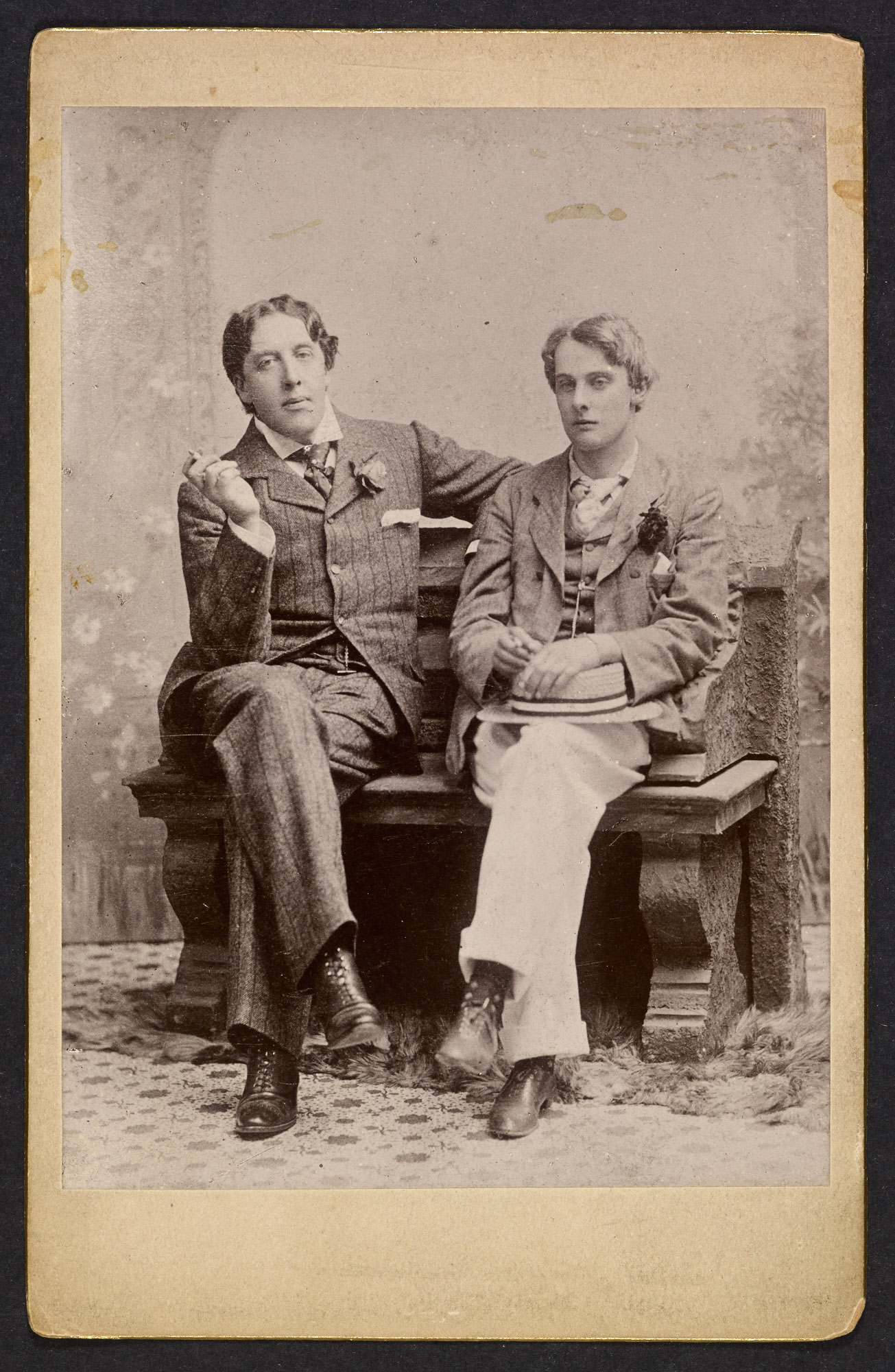
Oscar Wilde (bên trái) và Douglas năm 1893

- The Pongo Papers and the Duke of Berwick (1907)
- Sonnets (1909)
- The Collected Poems of Lord Alfred Douglas (1919)
- In Excelsis (1924)
- The Complete Poems of Lord Alfred Douglas (1928)
- Sonnets (1935)
- Lyrics (1935)
- The Sonnets of Lord Alfred Douglas (1943)

Văn xuôi:
- Oscar Wilde and Myself (1914)
- Foreword to New Preface to the 'Life and Confessions of Oscar Wilde' by Frank Harris (1925)
- Introduction to Songs of Cell by Horatio Bottomley (1928)
- The Autobiography of Lord Alfred Douglas (1929; 2nd ed. 1931)
- My Friendship with Oscar Wilde (1932; retitled American version of his Autobiography)
- The True History of Shakespeare’s Sonnets (1933)
- Introduction to The Pantomime Man by Richard Middleton (1933)
- Preface to Bernard Shaw, Frank Harris, and Oscar Wilde by Robert Harborough Sherard (1937)
- Without Apology (1938)
- Preface to Oscar Wilde: A Play by Leslie Stokes & Sewell Stokes (1938)
- Introduction to Brighton Aquatints by John Piper (1939)
- Ireland and the War Against Hitler (1940)
- Oscar Wilde: A Summing Up (1940)
- Introduction to Oscar Wilde and the Yellow Nineties by Frances Winwar (1941)
- The Principles of Poetry (1943)
- Preface to Wartime Harvest by Marie Carmichael Stopes (1944)

## Một vài bài thơ
| Gửi Olive Anh đã từng hoang phí niềm hạnh phúc Và đã vô tâm trước mối nghịch thù Anh sung sướng rơi vào vòng tù ngục Của những dại khờ, của những đam mê Anh bị cám dỗ nhưng chưa bao giờ Quỳ gối trước thói giả nhân giả nghĩa Chưa khoác lên mình những cơn thịnh nộ Giống như áo quần, như nỗi đam mê. Khi anh chết, em ơi, em hãy viết: "Tình của anh giống như một ngọn đèn Đã chiếu ánh sáng khắp cả gian phòng Của cuộc đời anh, mọi khe, mọi góc Và rồi trong những tia sáng màu vàng Tất cả tắm mình trong màu hổ phách". Bài ca Ăn trộm từ những đồng cỏ và tất cả đồi xanh Cướp hết hoa trong vườn để cho tôi đem kết Một vương miện bằng những bông thủy tiên tuyệt đẹp Bởi tình yêu tôi đẹp xinh và nhân hậu, trắng trong. Ngày hôm nay hương của hoa thơm ngát cả không trung Cùng tiếng ngân rung dịu dàng của những con chim hét Chúa Trời cúi xuống để mạ vàng những trái tim hoa cúc Bởi tình yêu tôi đẹp xinh và nhân hậu, trắng trong. Ngày hôm nay ánh mặt trời hôn lên những cánh hoa hồng Và người bạn của mùa xuân – chàng Narcissus Buồn bã nở nụ cười khi nhìn vào gương nước Bởi tình yêu tôi đẹp xinh và nhân hậu, trắng trong. Bản dịch của Nguyễn Viết Thắng | To Olive I have been profligate of happiness And reckless of the world's hostility, The blessèd part has not been given to me Gladly to suffer fools, I do confess I have enticed and merited distress, By this, that I have never bow'd the knee Before the shrine of wise Hypocrisy, Nor worn self-righteous anger like a dress. Yet write you this, sweet one, when I am dead: Love like a lamp sway'd over all his days And all his life was like a lamp-lit chamber, Where is no nook, no chink unvisited By the soft affluence of golden rays, And all the room is bathed in liquid amber.' A Song Steal from the meadows, rob that all green hills, Ravish my orchard's blossoms, let me bind A crown of orchard flowers and daffodils, Because my love is fair and white and kind. To-day the thrush has trilled her daintiest phrases, Flowers with their incense have made drunk the air, God has bent down to gild the hearts of daisies, Because my love is kind and white and fair. To-day the sun has kissed the rose-tree's daughter, And sad Narcissus, Spring's pale acolyte, Hangs down his head and smiles into the water, Because my love is kind and fair and white. |